# Ana Pi
Ana Pi (Belo Horizonte, 1986) é uma artista negra franco-brasileira reconhecida internacionalmente pelo seu trabalho de imagem e coreografia. Pi é pedagoga, bailarina, pesquisadora das danças urbanas. 

## Biografia
Ana Pi estudou no Palácio das Artes em Belo Horizonte, e se graduou na Escola de Dança da Universidade Federal da Bahia. Ela estudou dança e imagem no Centre Chorégraphique National de Montpellier na França, sob a direção de Mathilde Monnier.
Em 2015, ela estabeleceu uma parceria com o Centro Cultural Lá da Favelinha em Aglomerado da Serra, Belo Horizonte. Com eles, ela ajudou a mapear os dançarinos da comunidade para engajá-los nos projetos de dança. Um dos resultados dessa colaboração é a vídeo-conferência Périphérie & Périphériques, realizada para o Festival Parallèle no museu MuCEM, em Marselha, na França. Dois anos depois, em 2017, Ana Pi criou NOIRBLUE, espetáculo solo estreado durante o Artdanthé Festival em Vanves.
Ana Pi também levou seu trabalho de pesquisa para o cinema e seu primeiro filme NoirBLUE: Deslocamentos de Uma Dança estreou em Paris, no Centro Georges Pompidou. O filme se passa no continente africano e explora as origens da cineasta através da coreografia, ao explorar movimentos artísticos tradicionais e contemporâneos. Através da dança ele aborda temas como a ancestralidade, o pertencimento, a resistência e o sentimento de liberdade. NoirBLUE foi exibido no festival brasileiro Mostra de Cinema Tiradentes.
Com esse filme, Ana Pi foi vencedora dos prêmios de melhor curta-metragem no Festival Internacional de Curtas de Belo Horizonte e no Janela Internacional de Recife em 2018.
Em 2019 Ana viajou por diversos países com seu espetáculo A tour mundial de danças urbanas, uma  turnê de danças urbanas praticadas em 10 cidades diferentes onde ela buscou desmistificar o conceito de dança de rua, quase semper relacionado no imaginário popular apenas ao hip hop. A turnê integrou a primeira edição do Festival Plaza de la danza, gerido pela Aliança Francesa.
No mesmo ano, Ana ministrou o workshop Corpo Firme, na sala Cecy Franck da Casa de Cultura Mario Quintana (CCMQ), em Porto Alegre. Lá, ela também realizou uma sessão performada do seu filme NoirBLUE: Deslocamentos de Uma Dança.

## Obra
Filmografia
- 2018: NoirBLUE: Deslocamentos de Uma Dança[15]

### Exposições
- 2018: O mundo como Armazém, Centro Integrado de Cultura, Santa Catarina.[1]
- 2019: 36º Panorama da Arte Brasileira: Sertão[1]

## Prêmios e reconhecimentos
- 2018: Vencedora do “Prêmio Revelação”, da Cooperativa Paulista de Dança, em São Paulo.[5]
- 2018: Melhor Curta, Festival Internacional de Curtas, FestcurtasBH, de Belo Horizonte.[10]
- 2018: Melhor Curta, Janela Internacional de Recife.[10]
- 2019: Bolsista do MoMA-Cisneros Institute.